# Săcel, Maramureș
Săcel (în maghiară Izaszacsal) este satul de reședință al comunei cu același nume din județul Maramureș, Transilvania, România.

## Istoric
Prima atestare documentară: 1453 (Zachal, Keneziatus Kis Zachal, Kis Zachal).

## Etimologie
Etimologia numelui localității: din subst. sat + suf. dim. -uc > sătuc + suf. dim. -el > sătucel > sătcel (prin sincopare) > săcel.

## Așezare
Săcel este ultima localitate de pe Valea Izei în amonte, și de aici se face trecerea spre Valea Vișeului peste pasul din Dealul Moiseiului (spre Nord-Est) și spre Transilvania (mai precis Năsăud, spre Sud) prin pasul Dealul Ștefăniței, care desparte Munții Rodnei (la Est) de Munții Țibleșului (la Vest).

## Demografie
La recensământul din 2002, din cei 3779 locuitori, 3765 erau români, 8 romi și 6 maghiari.
Confesional, 3697 erau ortodocși, 34 adventiști de ziua a șaptea, 23 greco-catolici, 13 baptiști și 2 penticostali.

## Ceramica de Săcel

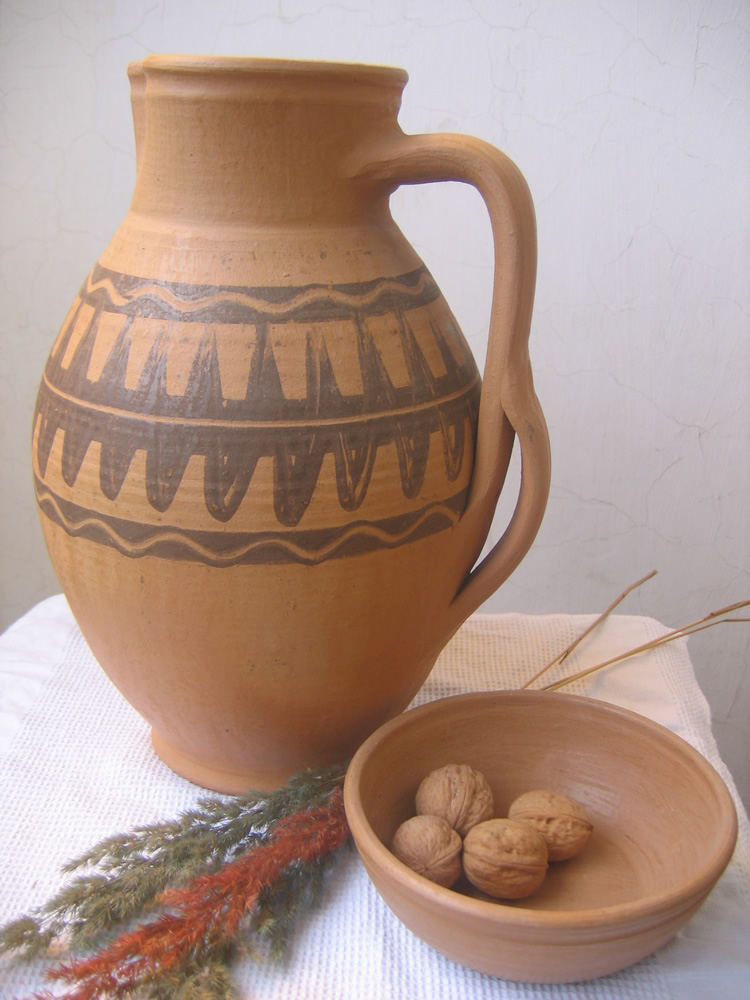
Ceramică de Săcel

Ceramica de Săcel este unul din cele mai marcante, și în același timp mai arhaice tipuri de ceramică tradițională din spațiul românesc.
Este singurul centru din țară în care vasele roșii nesmălțuite se lustruiesc cu piatra, având corespondență numai în ceramica neagră din nordul Moldovei.
Ceramica de Săcel este arsă din lutul roșu, de foarte bună calitate, scos de la o mare adâncime, din puțuri de 10–15 m adâncime.
Forma vaselor, elementele decorative și tehnicile de lucru sînt similare ceramicii dacice.
Însă cuptorul în care ceramica se arde, datînd din anii 1700, se leagă de tipul cuptoarelor romane.
Ceramica de Săcel s-a produs într-o multitudine de forme: ulcioare, oale pentru lapte, ulcele pentru moși, strecurători, tigăițe cu trei picioare, oale la găluște, blide, fidea. Acestea erau lustruite cu piatra efectul decorativ fiind dat de vărgile în zigzag și liniile vălurite, de culoare brună obținută prin pisarea unui anume fel de piatră, și pictate cu pensula.

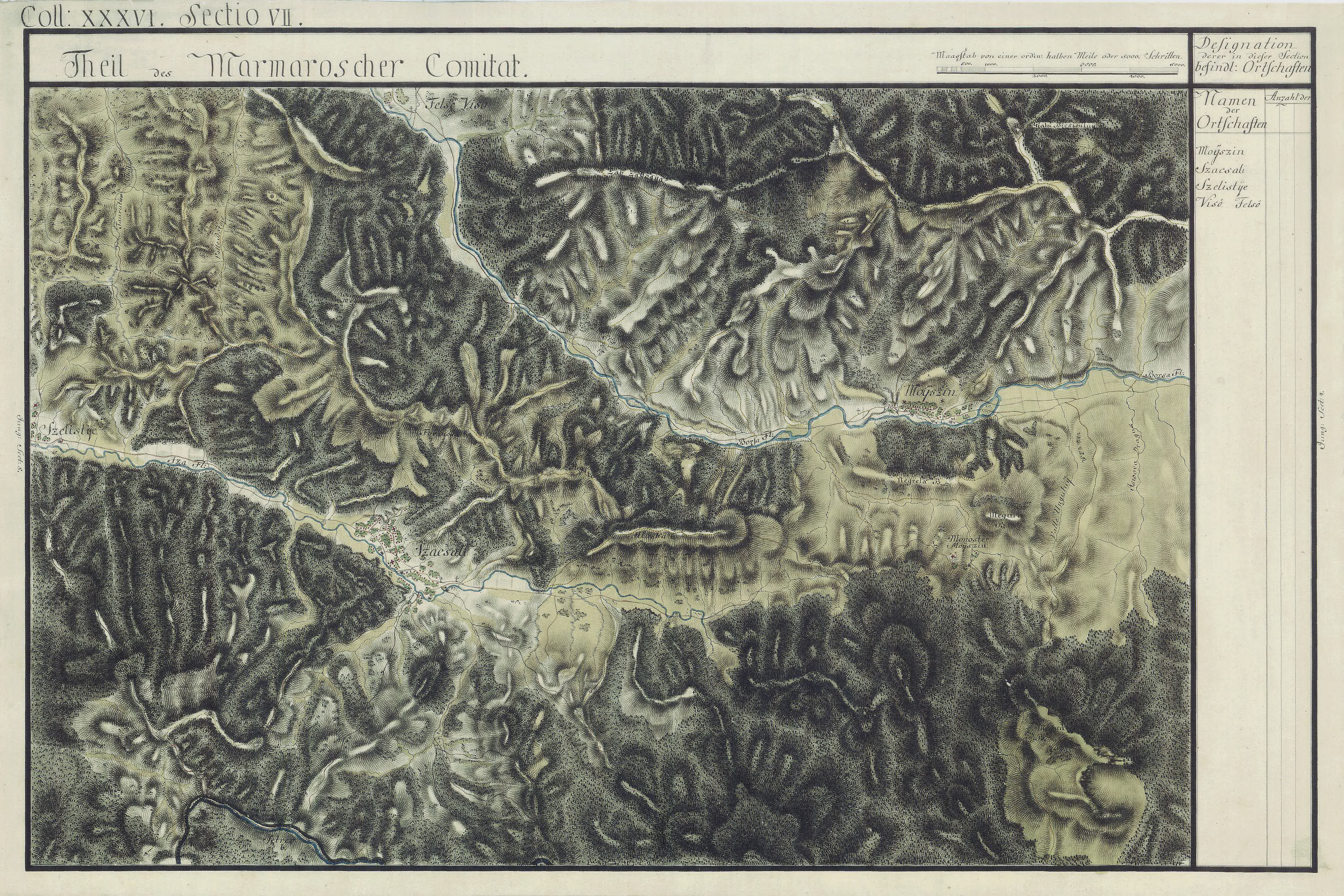
Săcel în Harta Iosefină a Maramureșului, 1782-1785

Acest tip de ceramică se făcea pînă pe la jumătatea secolului XX în mai multe centre de pe Valea Izei, iar Săcelul avea nu mai puțin de 9 olari. Acum mai este o singură familie care continuă această tradiție.
În anii 1970 pătrunderea produselor industriale părea să dea o lovitură finală și acestui ultim punct de rezistență. Producerea oalelor de lut fiind anevoioasă și costisitoare a fost abandonata, dar dupa câțiva ani reluată la insistențele specialiștilor etnografi, dar și stimulată de interesul în creștere al vizitatorilor pentru obiectele tradiționale.
Lutul roșu de foarte bună calitate, care să asigure închiderea porilor fără smălțuire este tot mai greu de găsit și la adâncime tot mai mare. Acest lucru micșorează și mai mult producerea acestui tip de ceramică, și așa limitată de posibilitățile unui singur olar de o trece prin toate etapele.
Chiar dacă multe din vasele de Săcel produse acum ajung în posesia turiștilor sau colecționarilor, ele sunt încă mult folosite de țăranii maramureșeni deoarece își păstrează calitățile care le-au făcut cunoscute: robustețea și rezistența la căldură, putând fi puse direct pe plita sobei sau, cum este tigăița cu trei picioare, chiar pe jar.

## Monumente istorice
- Biserica „Sf. Apostoli Petru și Pavel” (1909);
- Biserica „Sf. Arhangheli Mihail și Gavril” (1902).

## Obiective turistice
- Rezervația mixtă „Peștera și Izbucul Izvorul Albastru al Izei” (100 ha).
- Atelierul și cuptorul olarului Tănase Burnar (fiul renumitului mester olar Tanase Cocean), ultimul meșter care lucrează ceramica de Săcel, pe ulița Valea Bistriței.
- Mori țărănești de apă (unele în conservare).
- Confecționări măști populare, meșterul Vasile Șușca, peste "Puntea Miresei" mai sus de centru.
- Sculptură în lemn, meșterul popular Grigore Țulean, pe Valea Carelor.

## Personalități locale
- Tănase Cocean (n. 1920), olar.
- Elena Grad (n. 1935), istoric; autoarea monografiei localității: Săcel. Vatră de istorie și civilizație maramureșeană (2000).
- Mircea Nicoschi (1953-2001), prefect al județului Sălaj (septembrie - decembrie 1996).

## Galerie de imagini

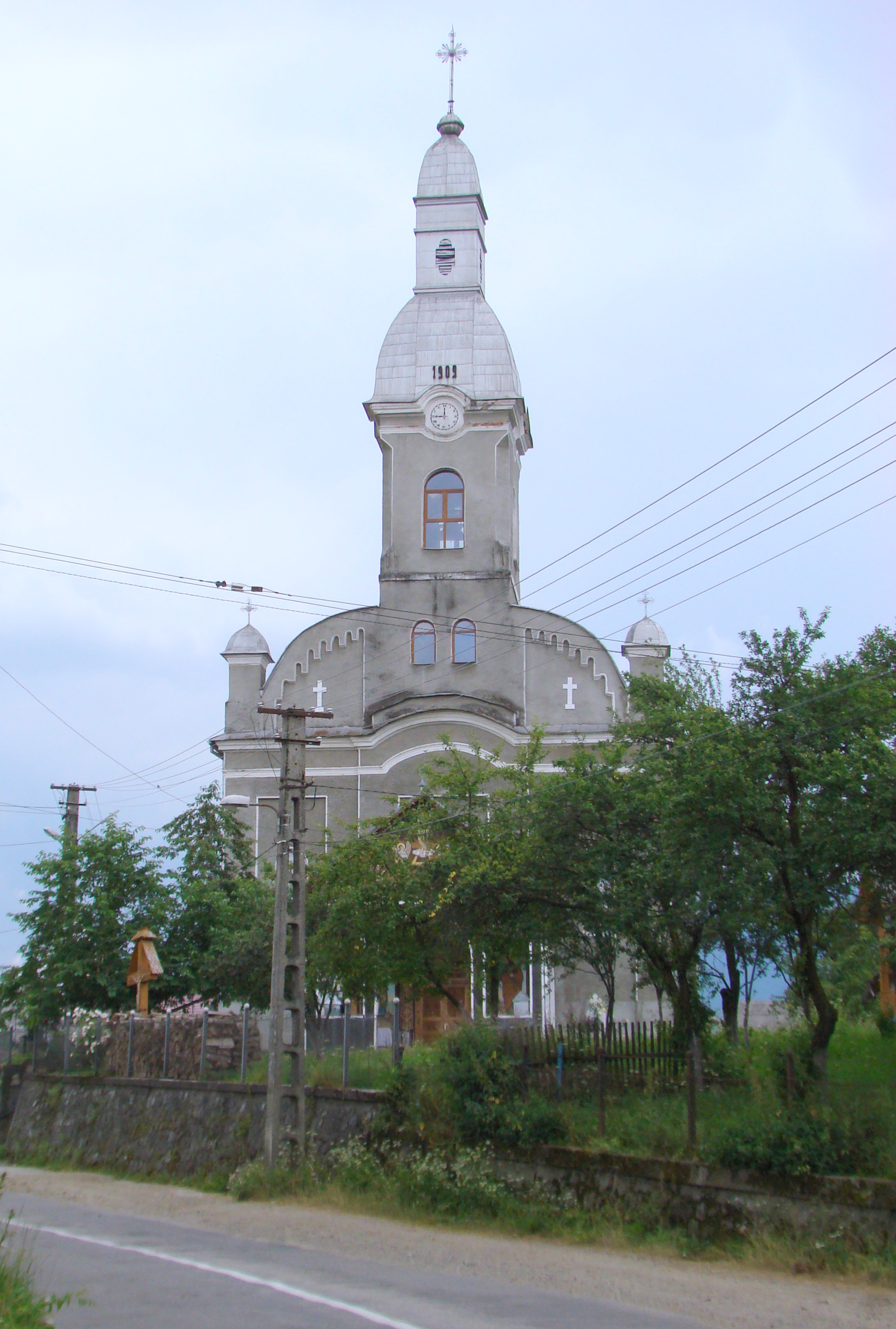
Biserica "Sfinții Apostoli Petru şi Pavel", monument istoric (1909)
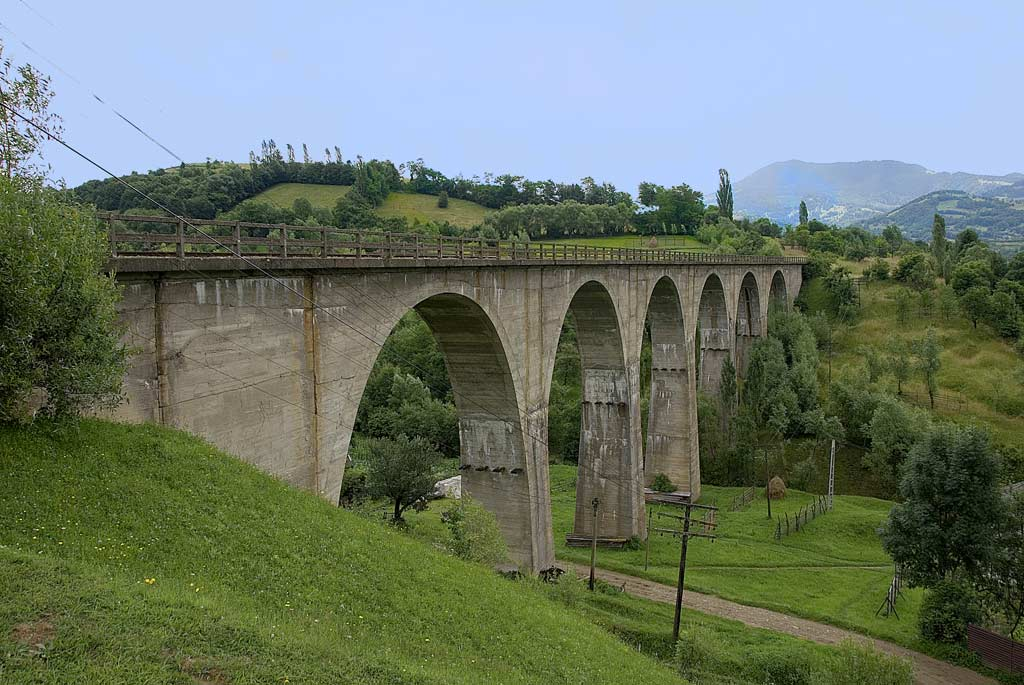
Viaduct
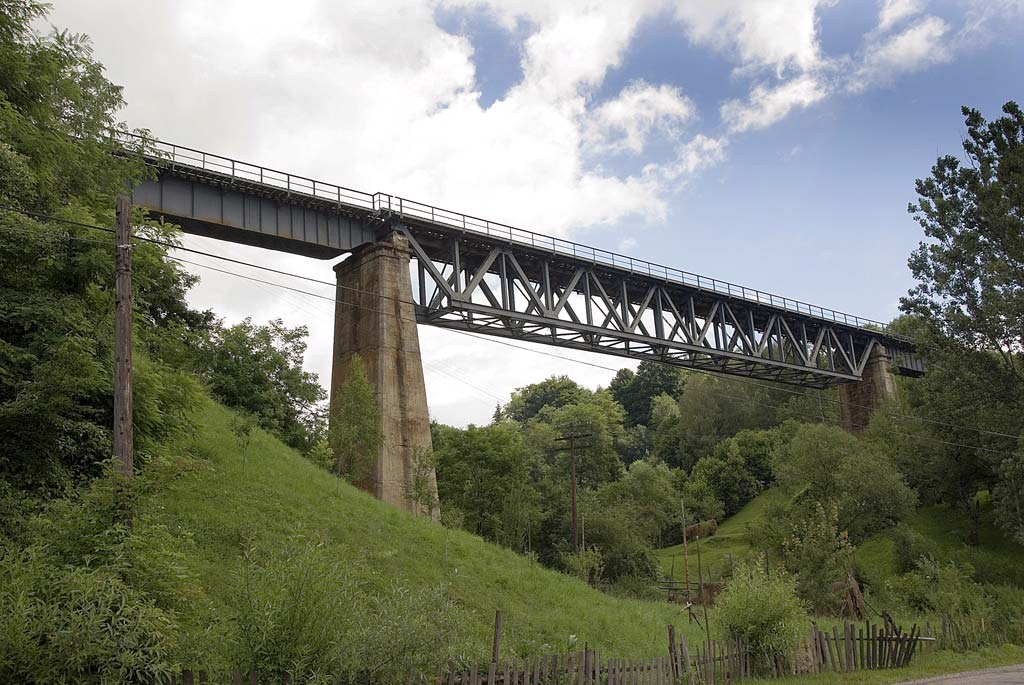
Viaduct
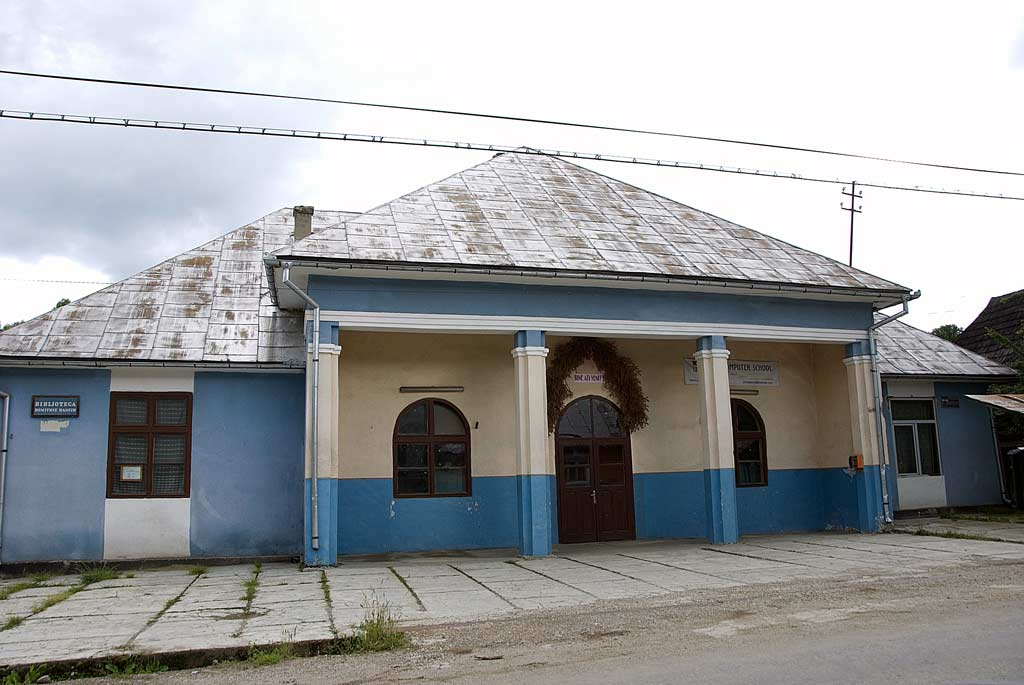
Biblioteca Săcel
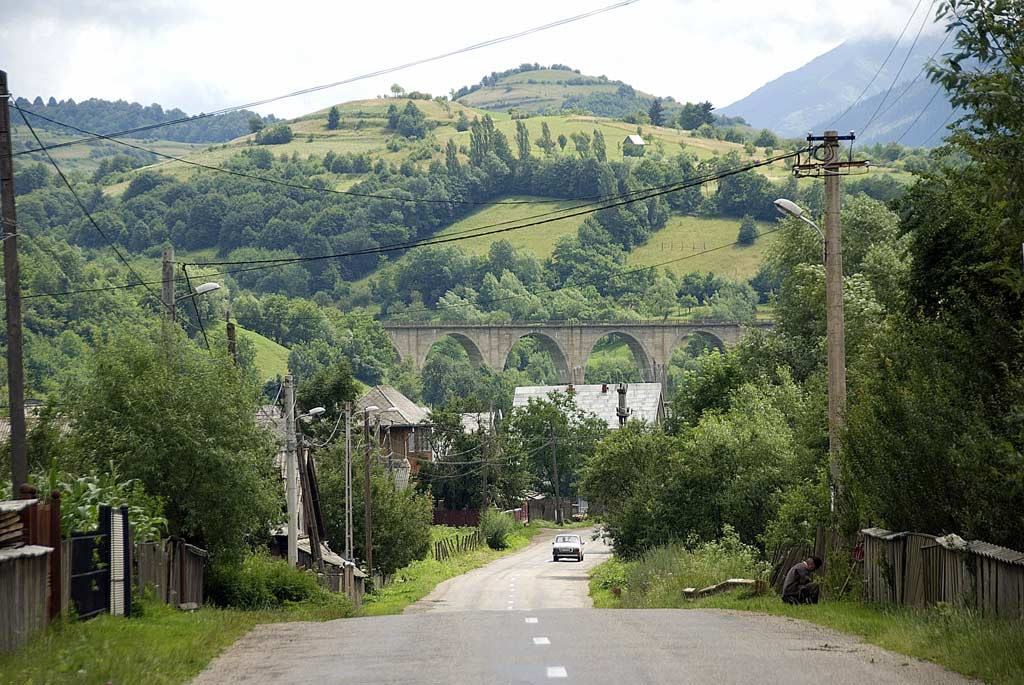
Viaductul Săcel
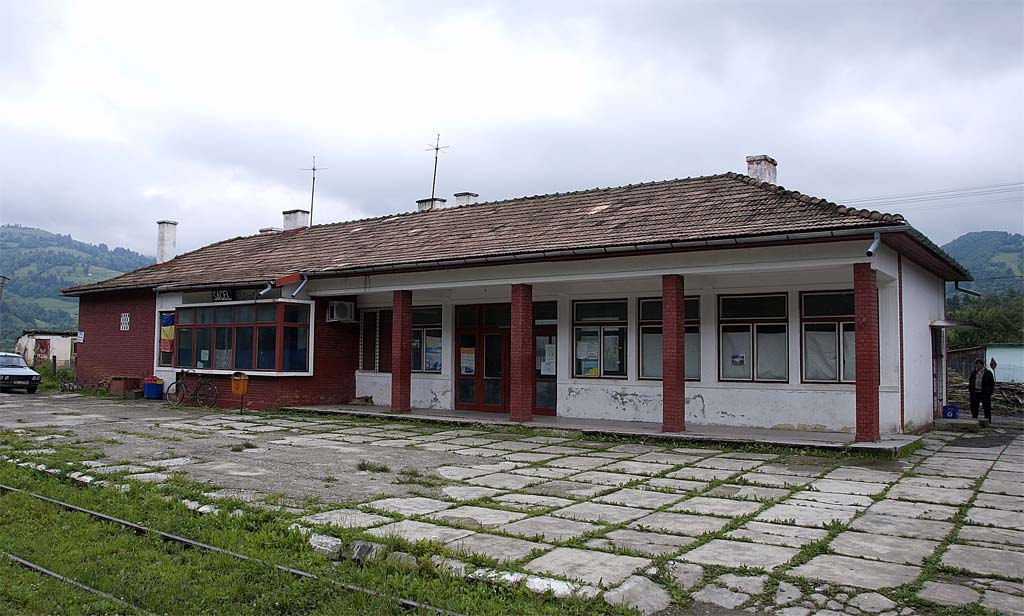
Gara Săcel
Ceramică de Săcel Ulcior cu cioc şi ulcele
Ceramică de Săcel Oală la găluşte şi cofe
Ceramică de Săcel Fideauă şi tigăiţă cu trei picioare
Ceramică de Săcel Ulcior şi blid
Ceramică de Săcel Ulcică la lapte şi ulcea
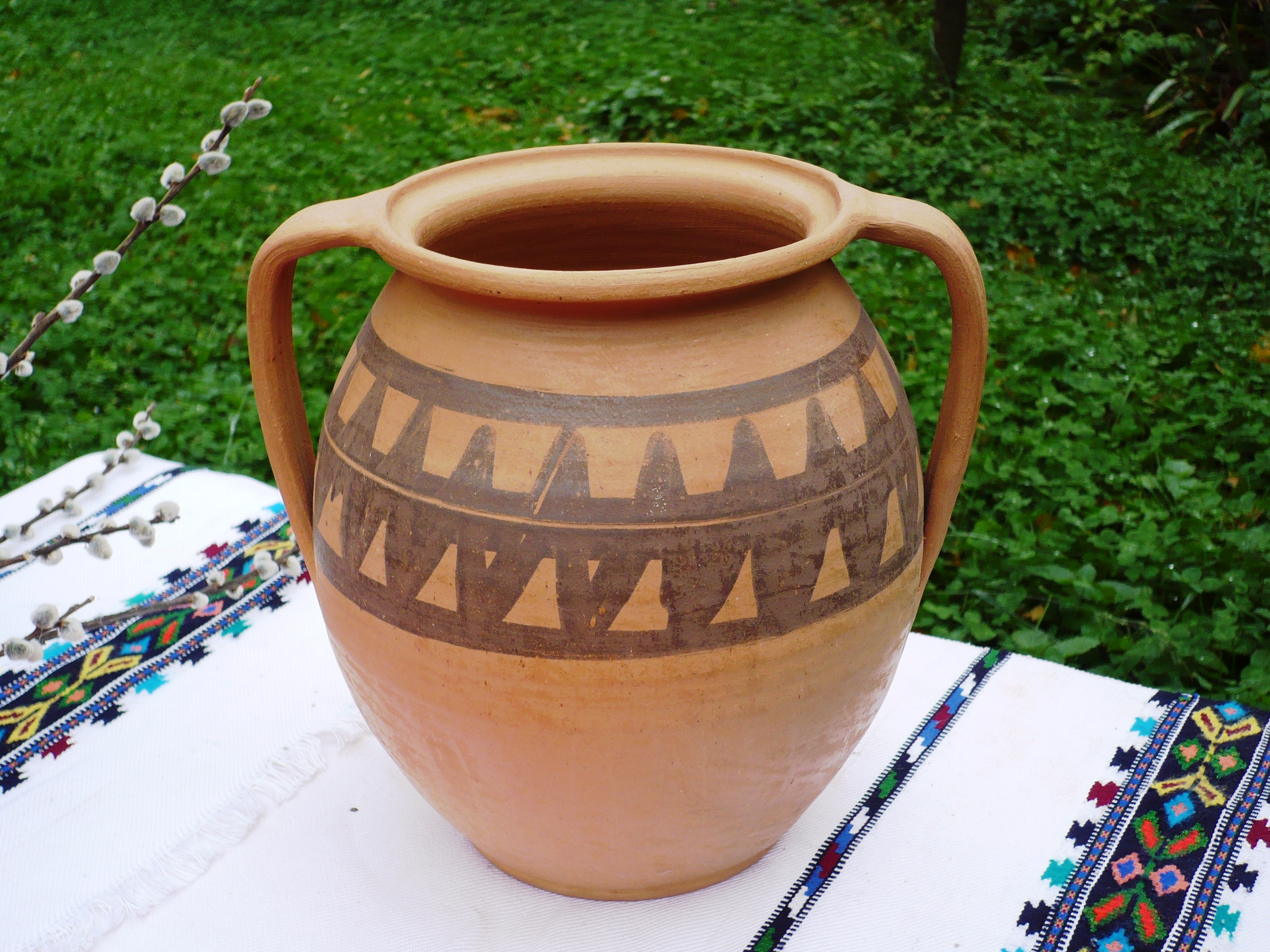
Ceramică de Săcel Oală la găluşte (sarmale)
Tănase, olarul de la Săcel
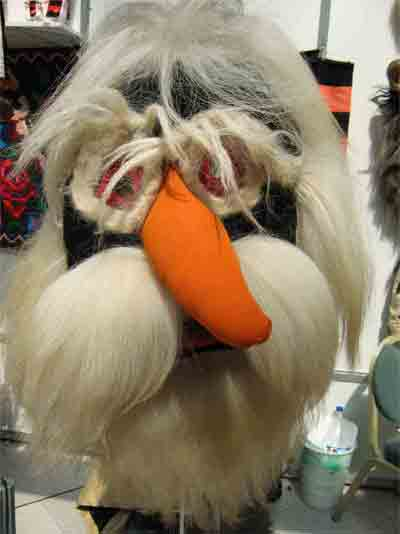
Masca făcută de Vasile Şuşca